# Josep Maria Abella Batlle
Josep Maria Abella Batlle, C.M.F. (Lérida, 3 de noviembre de 1949) es un obispo claretiano español, afincado en Japón. Actual Obispo de Fukuoka.

## Biografía

### Formación
En 1973, al finalizar sus estudios de filosofía y teología en la Facultad de Teología de la Compañía de Jesús en San Cugat del Vallés fue destinado en Japón.

### Vida religiosa
Hizo la primera profesión como Misionero Claretiano el 22 de agosto de 1966 y la profesión perpetua el 8 de diciembre de 1972. Fue ordenado sacerdote el 12 de julio de 1975.
Tras su ordenación sacerdotal ocupó de los siguientes servicios pastorales: coadjutor de la parroquia de Midorigaoka en la diócesis de Nagoya (1975-1977); consejero de la Delegación (1976-1981); director de asilo Uminohoshi al arzobispado de Osaka (1981-1984); rector de la parroquia de Hirakata al arzobispado de Osaka (1981-1988); director de la Institución Escolar (1981-1991); director de Asylum Akenohoshi en la diócesis de Nagoya (1989-1992).

### Gobierno General de los Misioneros Claretianos (Roma)
Superior Mayor de la Delegación de los Misioneros Claretianos para el Este de Asia (1981-1992). 
En 1991 se trasladó a Roma, al gobierno general de los misioneros claretianos. Donde ocupó los siguientes cargos:  
- Consejero general de los Misioneros Claretianos (1991-2003). Nombrado prefecto de Apostolado y asesor del movimiento de Seglares Claretianos. 
- Superior general de la Congregación de Misioneros Hijos del Inmaculado Corazón de María (2003-2015). Fue elegido en el XXIII Capítulo General de los Misionero Claretianos, y renovado por un segundo sexenio en 2009 que concluyó en 2015 cuando fue sustituido por el padre Mathew Vattamattam.
Durante este periodo en Roma fue miembro durante dos mandatos de Consejo Ejecutivo de la Unión de Superiores Generales (USG) que agrupa las congregaciones religiosas masculinas de todo el mundo. También fue elegido para representar a los religiosos en tres Sínodos de Obispos celebrados en Roma: sobre la Eucaristía (2005), sobre la Palabra de Dios (2008), y sobre la Nueva Evangelización (2012).

## Episcopado

### Regreso a Japón
Después de su etapa romana, regresó a Japón donde ocupó diversos cargos: párroco de Imaichi, en el arzobispado de Osaka (2015-2016), Vicariato Shirokita (2016), rector de la catedral de Osaka (2017).

### Obispo Auxiliar de Osaka
El 2 de junio de 2018 fue nombrado obispo auxiliar de Osaka junto con Paul Toshihiro Sakai por el papa Francisco.

### Obispo de Fukuoka
El 14 de abril de 2020, el Papa Francisco le nombró obispo de Fukuoka, donde tomó posesión de su nueva diócesis el 17 de mayo de 2020. A causa del COVID-19, la toma de posesión fue una ceremonia privada, con unos pocos sacerdotes y una pequeña representación de los fieles de la diócesis.